# منطقة شورو
شورو رمزها «CR» (بالإنجليزية: Churu)‏ ، هو تقسيم إداري لدولة الهند تتبع ولاية راجاستان (بالإنجليزية: Rajasthan)‏ ، مركزها هو مدينة شورو (بالإنجليزية: Churu)‏ عدد سكانها حسب تعداد سنة 2001 هو 1,922,908 ، مساحتها 16,830 كم² وكثافة السكان 114 لكل كم² .